# Kiko Ellsworth
Kiko Ellsworth est un acteur américain né le 2 janvier 1973 à South Central, Los Angeles (États-Unis).

## Filmographie

### Cinéma
- 2000 : Get Your Stuff
- 2001 : All or Nothing : Zane
- 2002 : The Diplomat : Alex
- 2003 : Trahisons (Betrayal) : Steve
- 2003 : Bad Boys 2 (Bad Boys II) : Blond Dread
- 2004 : Guarding Eddy : Mike
- 2005 : Receiver : Assailant
- 2006 : Near Mrs. : Simon
- 2010: Tekken

### Télévision
- 2000 : Hôpital central (General Hospital) : Jamal Woods
- 2000-2003 : Port Charles : Jamal Woods
- 2005 : Hollywood Vice : Alphabet
- 2005 : NCIS (saison 2, épisode 16) : Willie Taylor
- 2008 : Dexter : Bertrand
- 2013 : Body Of Proof (saison 3, épisode 8) : Steeve Owen
- 2015 : Esprits criminels (saison 10, épisode 21) : Daniel Karras

### Jeux vidéo
- 2007 : Command and Conquer 3 : Les Guerres du Tiberium : un commandant du Nod